# Michael Siegfried
Michael Siegfried (18 febbraio 1988) è un ex calciatore svizzero, di ruolo difensore.

## Carriera

### Club
Alla fine della stagione 2012-2013, il Thun gli rinnova il contratto per altri due anni.